# Rohden
Rohden er et dansk gods, der nævnes første gang i 1662. Da lå der på bakken to halvgårde, der hørte til Rosenvold Gods. Først i 1869 blev disse samlet til et gods, og gården har derfor aldrig haft status som hovedgård.
Gården ligger i Stouby Sogn i Hedensted Kommune. Hovedbygningen er opført i palæstil 1898-1900 ved Ulrik Plesner for baron Flemming Lerche og hustru Anne Sophie, født Lüttichau.
Rohden Gods er på 710 hektar med Hastendal, Espekær og Lille Kohavegård

## Ejere af Rohden
- (1662-1674) Henrik Frantsen von Rantzau
- (1674-1687) Henrik Frederiksen von Rantzau
- (1687-1719) Otto Frederiksen lensgreve Rantzau
- (1719-1726) Frederik Ottesen lensgreve Rantzau
- (1726-1755) Christian Ottesen lensgreve Rantzau
- (1755-1758) Christian Nielsen Friis
- (1758-1763) Hans Erik Saabye
- (1763-1771) Jørgen Hvas de Lindenpalm

## Over Rohden
- (1771-1789) Christian Mikkelsen Kjær
- (1789-1824) Jens Sørensen Buch
- (1824-1827) Nicolaj Jensen Jelling
- (1827-1865) Johannes Frederiksen Brorson
- (1865-1869) H.P. de Lasson

## Neder Rohden
- (1771-1772) Jørgen Hvas de Lindenpalm
- (1772-1789) Christian Mikkelsen Kjær
- (1789-1826) Jens Bay Kjær
- (1826-1827) Christiane Jensdatter Kjær gift Hansen
- (1827-1840) Jørgen Hansen
- (1840-1869) Jacob Lund Eggertsen

## Rohden
- (1869-1885) Jacob Lund Eggertsen
- (1885-1897) Jacob Lund Eggertsens dødsbo
- (1897-1911) Flemming Einar Lerche
- (1911-1924) Anna Sophie Christiansdatter von Lüttichau gift Lerche
- (1924-1965) Folmer von Lüttichau (brors søn)
- (1965-2001) Flemming von Lüttichau
- (2001-2003) Frederik von Lüttichau
- (2003-) Anders Kirk Johansen